# Boris Souvarine
 (décembre 2008).
Boris Souvarine, pseudonyme de Boris Lifschitz, né le 20 octobre 1895 à Kiev et mort le 1er novembre 1984 à Paris, est un militant politique, journaliste, historien et essayiste russe et français.
Militant communiste, exclu du PCF en 1924, il est dès les années 1920 un des grands critiques du stalinisme, auteur en 1935 d'une biographie pionnière de Staline.

## Biographie

### Origines familiales et jeunesse
Boris Souvarine est issu d'une famille juive d'Ukraine, pays qui en 1895 faisait partie de l'Empire russe ; il est le fils de Kalman Lifschitz, ouvrier joaillier, et de Mina Steinberg,,. En 1897, la famille Lifschitz quitte la Russie pour la France ; elle obtient la nationalité française par naturalisation en 1906.
Après le certificat d'études, Boris entre à l'École primaire supérieure de la rue Colbert (2e arr.), mais ne peut terminer le cycle. Il devient apprenti dans une usine d'aviation, tout en acquérant une culture générale et politique assez étendue, grâce à l'université populaire « Coopérative des idées », à la lecture des journaux socialistes, ainsi que celle des classiques du socialisme et de la littérature. Il participe aussi à de nombreux meetings et est marqué par la personnalité de Jean Jaurès. Il obtient un diplôme d'ouvrier d'art de la Ville de Paris.

### La Première Guerre mondiale et ses suites
En 1913, il est appelé sous les drapeaux avec deux ans d'avance, en raison d'une erreur sur sa date de naissance, et il est envoyé à Commercy (155e régiment d'infanterie) ; son frère aîné Léon (né en 1893) est tué au front en mars 1915. Boris Souvarine est muté à Paris au service de l'Intendance, puis réformé en 1916.
Il adhère alors à la Section française de l'Internationale ouvrière (SFIO) et se rapproche des socialistes « minoritaires », hostiles à l'Union sacrée et au jusqu’au-boutisme. Il est notamment en contact avec l'équipe du journal Le Populaire (Paul Faure, Henri Barbusse, Jean Longuet). Il entre aussi au Comité de défense du socialisme internationaliste (CDSI).
C'est dans Le Populaire qu'il utilise pour la première fois son pseudonyme. Le nom « Souvarine » vient du roman d'Émile Zola Germinal. Le Souvarine de Zola est un immigré russe, anarchiste voire nihiliste, travaillant dans une mine de charbon du nord de la France. Il y a évidemment quelques analogies entre le personnage fictif et le personnage historique.
Son article le plus notable, à cette époque, est « À nos amis socialistes en Suisse », qui suscite une réponse de Lénine, dont les positions sont beaucoup plus radicales. Par la suite, avec Charles Rappoport, Souvarine quitte le CDSI et se rapproche des bolcheviks en s’intégrant au Comité pour la reprise des relations internationales (CRRI) qui, après la création de l'Internationale communiste (mars 1919), devient le Comité de la IIIe Internationale.
À partir de 1920, Boris Souvarine est un des animateurs de ce comité, avec Fernand Loriot, Pierre Monatte et Charles Rappoport. Ils militent pour que la SFIO quitte la Deuxième Internationale, ce qui est acquis au congrès de Strasbourg en février 1920, puis adhère à la Troisième Internationale. Peu après le congrès de Strasbourg, Loriot, Monatte et lui sont arrêtés en liaison avec la grève des cheminots de 1920 et sont incarcérés à la prison de la Santé, bénéficiant cependant d'un régime de détention qui leur permet de communiquer largement avec l'extérieur.

### Au Parti communiste (1920-1924)

#### Création du PCF
À la suite du congrès de Strasbourg, deux dirigeants centristes, Ludovic-Oscar Frossard et Marcel Cachin, sont envoyés durant l'été 1920 à Moscou, dont ils reviennent en ayant accepté (dans l'ensemble) les conditions d'entrée dans l'Internationale communiste. Au congrès de Tours en décembre, une large majorité approuve donc l'entrée dans l'IC, en votant la motion rédigée pour l'essentiel par les prisonniers de la Santé, mais acceptable pour les centristes.
Le parti prend le nom de Parti socialiste Section française de l'Internationale communiste (SFIC), devenant un peu plus tard le Parti communiste français, le secrétariat général restant à Frossard. La minorité (Léon Blum, Paul Faure) refuse de s'incliner et décide de maintenir la SFIO.

#### Souvarine dans le PCF et dans l'Internationale communiste
Souvarine est élu au premier comité directeur de la SFIC, et fait partie, en 1921, des délégués français au 3e congrès de l'Internationale communiste (IC, « Komintern ») ; il est élu à la fois au comité exécutif et au Praesidium qui compte alors 7 membres. Le 17 juillet 1921, il entre au secrétariat de l'IC. Aucun Français n'y exercera de fonctions aussi élevées.
À cette époque, Souvarine vit principalement à Moscou, mais est également engagé dans la vie du parti français : il s'oppose au « centre », formé autour du Premier Secrétaire Ludovic-Oscar Frossard et de Marcel Cachin. Il perd son siège au comité directeur au congrès de Marseille en décembre 1921, mais, après le départ (janvier 1923) de Frossard et de ses proches, qui regagnent la SFIO, le conseil national de Boulogne marque la victoire de l'aile gauche pro-bolchévique ; Souvarine revient au comité directeur, puis entre au bureau politique.

#### La crise de 1923-1924
En 1923, éclatent entre les dirigeants bolcheviques les conflits qui couvent depuis le début de la maladie de Lénine. Souvarine, qui prend le parti de l’esprit critique face à la direction, et relaie donc parfois les points de vue de Léon Trotski, s'oppose en France à Albert Treint qui a les faveurs de Grigori Zinoviev et de la direction de l'Internationale.
En janvier 1924, au congrès de Lyon, Souvarine sort vainqueur de la confrontation, mais Treint, avec l'appui de Dmitri Manouïlski et de tous les envoyés de l'IC, fait basculer le Comité directeur courant mars. Dans un texte de mars 1924, Souvarine dénonce le « centralisme mécanique, bureaucratique, et irresponsable » au sein de la SFIC. La publication par Souvarine d'un texte de Trotski, « Cours nouveau », dans une brochure financée par souscriptions (notamment du jeune Maurice Thorez), sert de prétexte à son éviction de l'IC et donc de la SFIC, annoncée par L'Humanité le 19 juillet 1924. Son exclusion est une conséquence de son opposition à la « bolchevisation » de la SFIC.

### Le communiste oppositionnel (1924-1940)
Les périodiques de Souvarine (1925-1934)
De 1925 à 1933, il refait paraître Le Bulletin communiste, organe du Cercle Communiste Marx et Lénine qu'il fonde avec nombre de signataires de la Lettre des 250 (octobre 1925), et qui en 1930 prend le nom de Cercle communiste démocratique (CCD). À partir de 1931, il publie avec l'aide (en particulier financière) de Colette Peignot, la revue La Critique sociale (« revue des idées et des livres »), qui comptera onze numéros jusqu'en 1934, mais qui n'est pas officiellement l'organe du Cercle communiste démocratique. À cette revue de haut niveau intellectuel, participent notamment Raymond Queneau, Michel Leiris, Georges Bataille et Simone Weil.
À la demande de son ami Panaït Istrati, il rédige le troisième tome de la trilogie Vers l'autre flamme (de), une suite d'essais contre Staline, paru en France en 1929 sous le seul nom d'Istrati. Le premier tome est de Panaït Istrati et le deuxième de Victor Serge,.
La Fédération communiste de l'Est (1932-1934)
En 1932, le CCD établit une liaison avec un groupe oppositionnel du Doubs, formé par des exclus ou démissionnaires du PCF (Louis Renard, Lucien Hérard, Marcel Ducret, Jules Carrez) qui, quoique tous instituteurs, sont liés au monde ouvrier local (l'entreprise Peugeot) à travers la coopérative ouvrière La Fraternelle de Valentigney. En liaison avec un exclu récent du Territoire de Belfort, Paul Rassinier, ils forment en novembre 1932 la Fédération communiste indépendante de l'Est, dont l'organe Le Travailleur, géré par Rassinier, accueille jusqu'en avril 1934 quelques articles de Souvarine et de Colette Peignot. La coopération entre le groupe de Paris et Rassinier est du reste difficile ; dans les semaines qui suivent le 6 février 1934, ce dernier se retire sans la moindre concertation, ce qui met fin à la publication du Travailleur et de facto à l'existence de la FCIE, qui ne vivait que par son journal ; la plupart de ses responsables rejoignent un peu plus tard la SFIO.
Analyse et combat contre le stalinisme
L'activité essentielle de Souvarine, de 1930 à 1934, est la rédaction de sa biographie de Staline, qui est publiée en 1935 sous le titre de Staline. Aperçu historique du bolchevisme, chez Plon, seul éditeur à avoir accepté de la publier. Souvarine y démonte les mécanismes des mensonges développés autour de la réalité du régime soviétique, régime qu'il considère comme étant une « négation du socialisme et du communisme » et comme un capitalisme d'État. L'ouvrage de Souvarine a alors « un retentissement considérable dans les milieux oppositionnels communistes en Europe ». Peu après la mort de Souvarine, le réalisateur Jean Aurel adaptera en mars 1985 cette biographie de Staline sous la forme d'un documentaire pour le cinéma, simplement intitulé Staline.
Pour rendre plus concrète sa lutte contre le stalinisme, il fonde en 1935 l'Institut d'histoire sociale,  qui rassemble une importante documentation sur le communisme, l'Union soviétique et le mouvement ouvrier en général. Il crée Les Amis de la vérité sur l'URSS, collectif qui publie plusieurs brochures à La librairie du travail. En 1936, sous le pseudonyme de Motus, Souvarine publie le livre À travers le Pays des Soviets.
Alors que nombre d'observateurs accordent créance aux procès de Moscou, il dénonce leur fausseté tout en étant hésitant au sujet des aveux des accusés. Reconnaissant ne pas cerner tous les mobiles de Staline, il avance que celui-ci a voulu se décharger des échecs de sa politique économique sur « des irresponsables ».
La mort de Colette Peignot (1938)
Cette période est par ailleurs marquée par sa rupture avec Colette Peignot et par la mort de cette dernière en 1938, évoquée avec émotion par Souvarine, en 1983, dans son introduction à la réédition de La Critique sociale : « Le 8 novembre 1938, son frère Charles en larmes vint me faire part du décès de notre chère et malheureuse Araxe épuisée d'angoisses et de maux incurables. Alors je n'ai plus rien à dire, ce que j'éprouve étant trop personnel pour être partagé ».

### La Seconde Guerre mondiale et après
Réfugié à Marseille, il y est arrêté en 1940 sur l'ordre du gouvernement de Vichy, mais est libéré grâce à l'intervention d'un officier, son ami Henri Rollin. Il réussit alors à partir pour les États-Unis.
Après la guerre, de retour en France en 1947, il reprend son combat contre le stalinisme. Son premier texte paru dans ce pays, en avril 1948, affirme à l'instar de Raymond Aron que la guerre froide qui vient de débuter ne va pas générer un conflit militaire entre les États-Unis et l'URSS car ce n'est pas dans l'intérêt de l'Union soviétique de Staline. Il rejoint le BEIPI, bulletin lancé en 1949 par Georges Albertini, ancien socialiste, ancien dirigeant du Rassemblement national populaire (RNP) collaborationniste. Il y écrit, entre autres, de 1951 à 1955 un « mémento de la guerre froide » qui suit à la trace ce qui relève selon lui de la désinformation au service du communisme et du bloc de l'Est dans les médias et les livres publiés dans les pays occidentaux, en France notamment. Il s'en prend en polémiste au quotidien Le Monde de Beuve-Méry, à Maurice Duverger, au journaliste américain Walter Lippmann, à Alfred Sauvy notamment,. Le BEIPI est renommé Est & Ouest en 1956, sur sa proposition. C'est une revue d'information sur le communisme mondial aussi bien soviétique que chinois ou autres. 
Souvarine collabore aussi avec le mouvement Paix et Liberté de Jean-Paul David en 1950 et à une autre revue anticommuniste, Preuves.
L'Institut d'histoire sociale est relancé en 1954, grâce à l'appui d'Albertini. En 1957, Souvarine crée la revue Le Contrat social, qui paraît jusqu'en 1968 et est éditée par l'IHS. Il est l'éditorialiste et le rédacteur en chef de cette revue.
Il a également publié des articles dans des grands quotidiens nationaux comme Le Figaro et L'Aurore et dans d'autres périodiques comme L’Écho d’Algerde Jacques Chevallier, La Corrèze républicaine et socialiste d’Henri Fabre ou Ésope de Pierre Rostini.

### Jugements sur Boris Souvarine
Branko Lazitch, autre contributeur d'Est & Ouest et du Contrat social, résume ainsi son parcours : « il traita au cours de sa vie d'un seul sujet, du communisme. Il l'aborda en tant que leader communiste-révolutionnaire (1917-1923), en tant que communiste opposant et dissident (1924-1934) et finalement en tant qu'anticommuniste ». Par contre, Souvarine refusait pour sa part le terme anticommuniste : « Si une seule publication au monde a souligné constamment des incompatibilités essentielles entre marxisme et léninisme, entre léninisme et stalinisme, c’est bien la nôtre, donc tout le contraire de l’anticommunisme ». Il dénonçait ce qu'il appelait le « pseudo-communisme », considérant que les régimes du bloc de l'Est représentaient « la plus hideuse caricature du communisme ». L'historienne Ariane Chebel d'Appollonia note néanmoins que la critique du régime soviétique, que Souvarine a poursuivie sa vie durant, lui a donné le statut d'un « spécialiste incontesté de l'anticommunisme ».
Boris Souvarine écrivait en 1981 : « J'ai, dès 1960, voulu démontrer que pour qui s'avère capable de discernement, le marxisme est une chose, d'ailleurs complexe et variable, le léninisme en est une autre, plus simple, et le marxisme-léninisme une troisième qui contraste avec les précédentes par des différences profondes malgré les similitudes verbales. De nos jours, j'accentuerais fortement tous les adjectifs car, depuis, une incompatibilité absolue s'est affirmée davantage, entre ces notions troubles et captieuses ».

## Publications
- Staline, aperçu historique du bolchévisme, Paris, Plon, 1935 (rééditions Champ libre 1978 et 1985, puis éditions Ivrea 1992).
- Sous le pseudonyme de Motus, À travers le pays des Soviets, Paris, Éd. de France, 1936.
- Cauchemar en URSS, Paris, Revue de Paris, 1937 (réédition Éditions Agone, 2001).
- Cauchemar en URSS. Les procès de Moscou (1936-1938), nouvelle édition augmentée établie par Charles Jacquier & Éric Sevault, Toulouse, Smolny, 2021.
- Ouvriers et paysans en URSS, Paris, Librairie du travail, 1937 (réédition Agone, 2001).
- Un Pot-pourri de Khrouchtchev : à propos de ses souvenirs, Paris, Éditions Spartacus, 1971.
- Le Stalinisme, Paris, Spartacus, 1972.
- Autour du congrès de Tours, Paris, Champ libre, 1981.
- L'observateur des deux mondes et autres textes, Paris, La Différence, 1982.
- La Critique Sociale – 1931-1934, Paris, La Différence, 1983.
- Souvenirs sur Isaac Babel, Panaït Istrati, Pierre Pascal — suivi de Lettre à Alexandre Soljenitsyne, Paris, éditions Gérard Lebovici, 1985.
- À contre-courant (recueil de textes de 1925 à 1939), Paris, Denoël, 1985.
- Controverse avec Soljenitsyne, Paris, Éditions Allia, 1990.
- Chroniques du mensonge communiste, textes choisis par Branko Lazitch et Pierre Rigoulot, Plon, 1998.
- Sur Lénine, Trotsky et Staline (1978–1979), entretiens avec Branko Lazitch et Michel Heller, précédé de Boris par Michel Heller, Allia, 1990, nouvelle édition précédée de La Controverse sur Lénine, la révolution et l'histoire par Michel Heller, Paris, Allia, 2007.
- Feu le Comintern, Éditions le Passager clandestin, 2015.
- La Contre-révolution en marche. Écrits politiques (1930-1934), édition établie par Charles Jacquier et Julien Chuzeville, préface de Charles Jacquier, postface de Julien Chuzeville, Toulouse Smolny, 2020.
- Boris Souvarine a également écrit (anonymement) une des trois parties de Vers l'autre flamme, publié sous le seul nom de Panaït Istrati en 1929. Réédition : L'URSS en 1930, présenté par Charles Jacquier, Paris, éditions Ivrea, 1997.